# Bohumil Hanzel
Bohumil Hanzel (* 6. července 1948) je bývalý poslanec Národní rady Slovenské republiky.

## Životopis
Bohumil Hanzel vystudoval v roce 1967 SPŠ Elektrotechnickou v Dubnici nad Váhom. Do roku 1979 pracoval jako dělník, později jako šéf závodního stravování. Stal se jedním z prvních signatářů Charty 77 na Slovensku, kvůli čemuž byl nucen v roce 1980 odejít do Švédska. V letech 1984 až 1986 absolvoval Vyšší školu managementu ve Stockholmu. Následně pracoval v různých manažerských pozicích. Ve volebním období 2002–2006 byl za stranu SMER zvolen poslancem NR SR. Byl místopředsedou Zahraničního výboru NR SR a členem Zvláštního kontrolního výboru NR SR pro kontrolu činnosti Vojenského zpravodajství. Před parlamentními volbami v květnu 2010 Hanzel obvinil předsedu strany SMER-SD, Roberta Fica z nezákonného financování této strany a prodávání míst na kandidátce ve volbách roku 2002.